# IC 3960A
IC 3960A је лентикуларна галаксија у сазвјежђу Береникина коса која се налази на листи објеката дубоког неба у Индекс каталогу.
Деклинација објекта је + 27° 52' 1" а ректасцензија 12h 59m 9,8s. Привидна величина (магнитуда) објекта IC 3960 износи 16,2 а фотографска магнитуда 17,0. IC 3960A је још познат и под ознакама MCG 5-31-56, PGC 44552.